# Óscar Aguilera
Óscar Antonio Aguilera Valdés (11 de março de 1935) é um ex-futebolista paraguaio que atuava como atacante.

## Carreira
Óscar Aguilera fez parte do elenco da Seleção Paraguaia de Futebol, na Copa do Mundo de  1958.